# Soft Cell
Soft Cell er en synthpop-duo fra Storbritannien. Soft Cell er mest kendt for hittet "Tainted Love" fra 1981, et cover af Gloria Jones' sang.
I Storbritannien havde gruppen ti Top 40 hits, heriblandt "Tainted Love" (#1 UK), "Torch" (#2 UK), "Say Hello, Wave Goodbye" (#3 UK), "What" (#3 UK), og "Bedsitter" (#4 UK). Soft Cell havde også fire Top 20 albums fra 1981 til 1984.
Duoen splittede op, men fandt sammen igen i 2001 og udgav deres femte album, Cruelty Without Beauty, i 2002.

## Diskografi
- Non-Stop Erotic Cabaret (1981)
- The Art of Falling Apart (1983)
- This Last Night in Sodom (1984)
- Cruelty Without Beauty (2002)
- Happiness Not Included (2022)[1]
- Happiness Now Completed (2024)